# Kolumbianische Rotbein-Vogelspinne
Die Kolumbianische Rotbein-Vogelspinne (Megaphobema robustum) ist eine Spinne aus der Familie der Vogelspinnen (Theraphosidae). Die Art ist entsprechend ihrem Trivialnamen in Kolumbien verbreitet. Wie die Kolumbianische Rosastrahlige Riesenvogelspinne (Pamphobeteus ornatus) wird die Kolumbianische Rotbein-Vogelspinne auch als Kolumbianische Riesenvogelspinne bezeichnet.
Die englischen Trivialbezeichnungen der Art lauten Colombian giant tarantula und Colombian giant redleg (tarantula) (übersetzt etwa „Kolumbianische Riesenvogelspinne“ und „Kolumbianische Riesen-Rotbein-Vogelspinne“).

## Merkmale

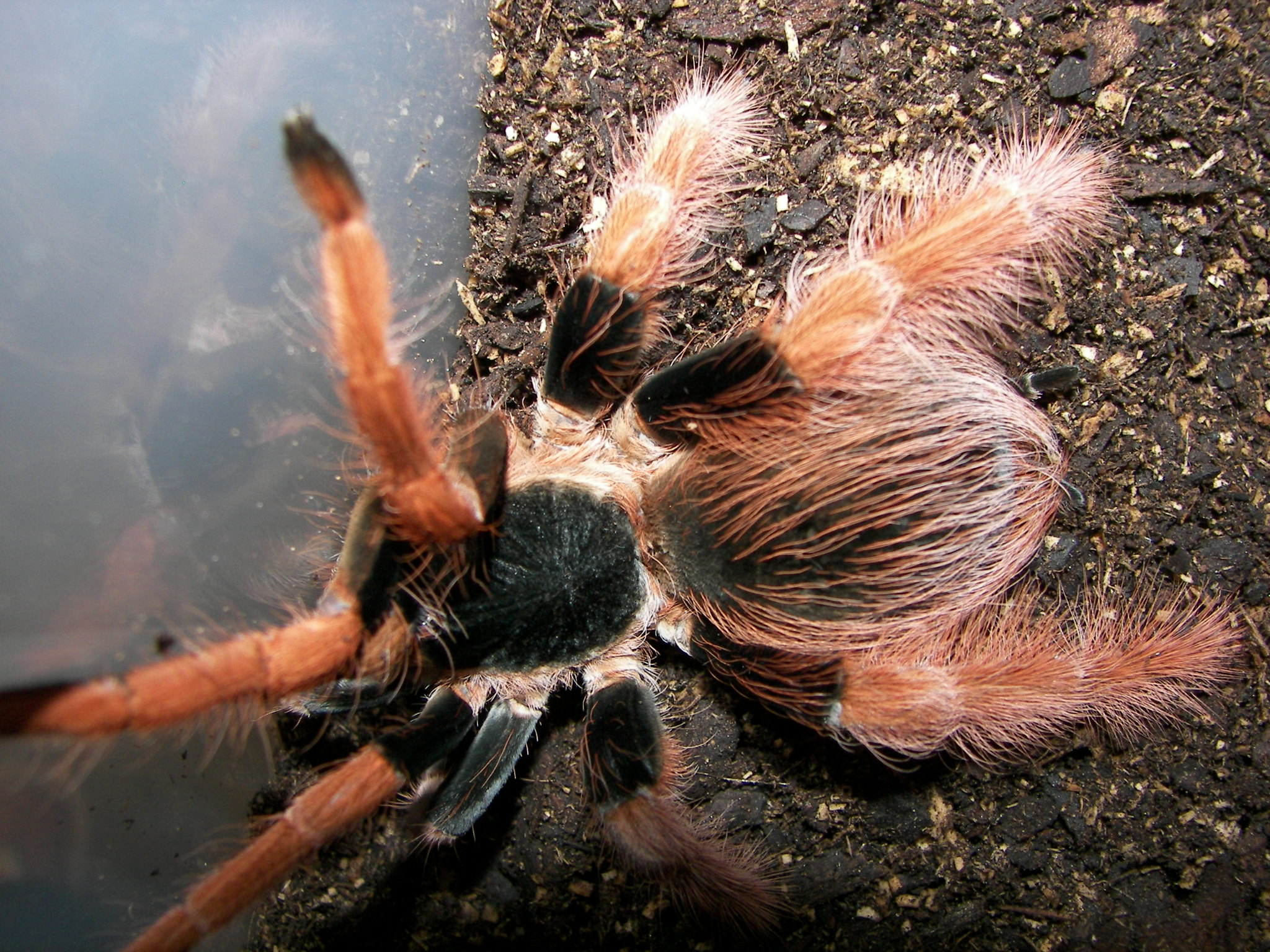
Nähere Ansicht eines Weibchens

Die Kolumbianische Rotbein-Vogelspinne erreicht eine Körperlänge von meist etwa 70 und höchstens 80 Millimetern und zählt somit zu den größeren Vogelspinnen. Die Beinspannweite beträgt maximal 200 Millimeter.
Die Grundfarbe der Art ist besonders beim Weibchen schwarzbraun. Auch der Carapax (Rückenschild des Prosomas, bzw. Vorderkörpers) und das Opisthosoma (Hinterleib) sind grundsätzlich dunkel gefärbt, wobei das Opisthosoma zusätzlich mit langen orangen Haaren versehen ist. Auffällig ist die orange Färbung der Beine, die bis zu den Femora (Schenkel) verläuft, die wiederum die dunkle Grundfärbung tragen. Zusätzlich sind die Femora des dritten Beinpaares verdickt. Die Kolumbianische Rotbein-Vogelspinne besitzt wie viele neuweltliche Vogelspinnen Brennhaare und kann sich durch das Bombardieren verteidigen. Dabei werden die Brennhaare in Richtung eines Angreifers geschleudert. Ebenso dient auch die markante Farbgebung der Art als Signal für Fressfeinde, die Spinne zu meiden. Die orange Färbung der Beine hat zu der Bezeichnung Rotbein-Vogelspinne geführt.

## Vorkommen

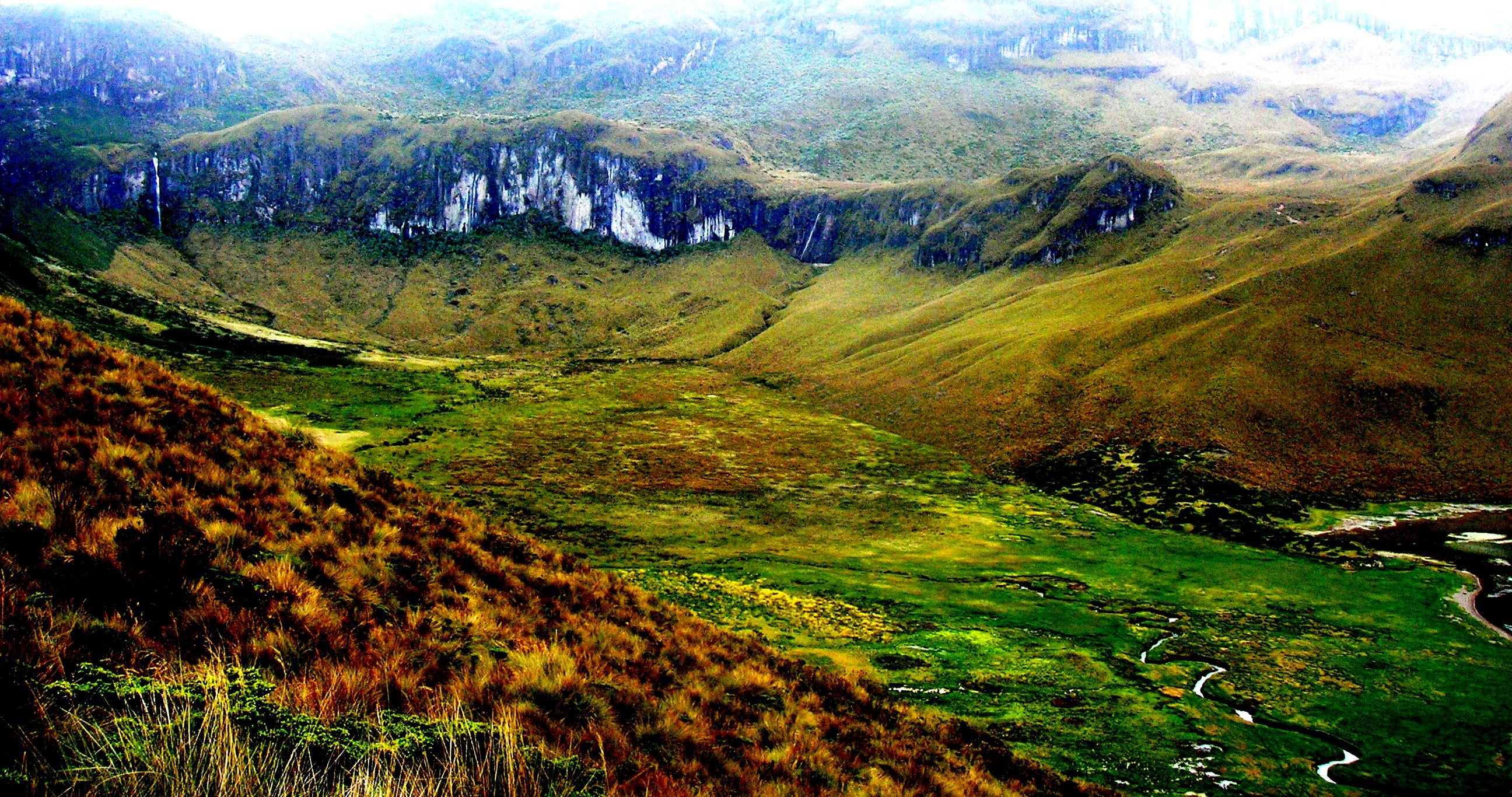
Offene Landschaften wie diese im Nationalpark Los Nevados in Kolumbien bilden die Habitate der Kolumbianischen Rotbein-Vogelspinne.

Die Kolumbianische Riesenvogelspinne kommt, ihrem deutschsprachigen Trivialnamen entsprechend, in Kolumbien vor. Sie bewohnt dort sowohl trockene Biotope als auch tropische Regenwälder, wo sie an offenen Stellen wie Feldern und an Feldrändern angetroffen werden kann. Die Art ist auch oft unter Baumstämmen zu finden.

### Bedrohung und Schutz
Über mögliche Bestandsbedrohungen der Kolumbianischen Rotbein-Vogelspinne liegen keine Informationen vor, da sie nicht von der IUCN erfasst wird.

## Lebensweise

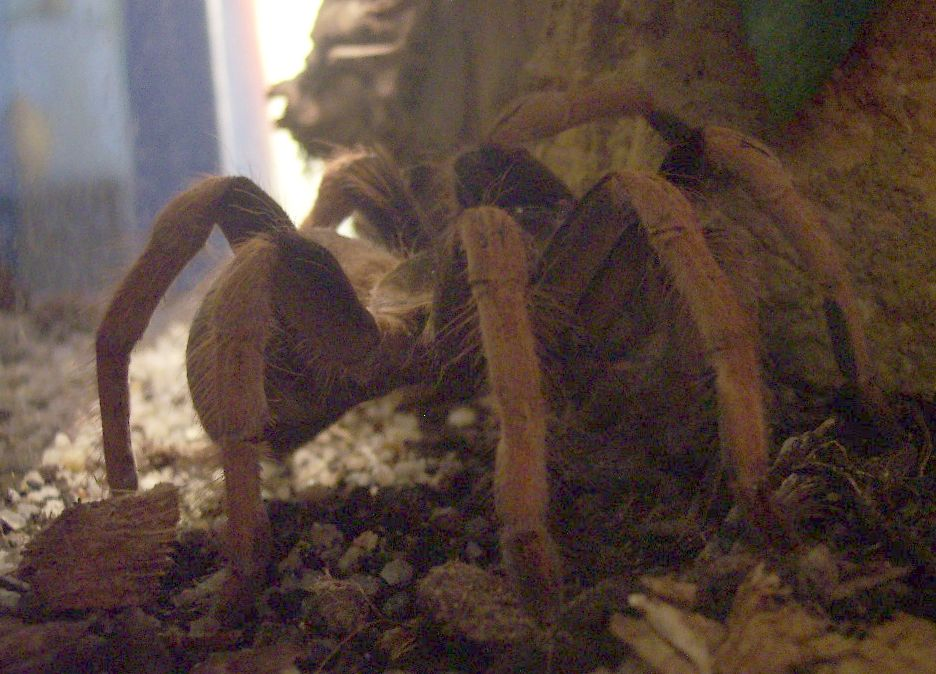
Weibchen außerhalb seines Unterschlupfes

Die Kolumbianische Rotbein-Vogelspinne wird zu den bodenbewohnenden Vogelspinnen gerechnet und gräbt sich wie die meisten Vertreter der Familie mit dieser Lebensweise Wohnröhren, die mit Gespinsten ausgekleidet werden. Die nachtaktive Art kommt meist erst ab der Dämmerung aus ihrem Unterschlupf hervor, um nach Beutetieren zu suchen. Am Tag bleibt sie versteckt.

### Abwehrverhalten
Die Kolumbianische Rotbein-Vogelspinne ist als schreckhafte Art bekannt und versucht schon bei kleineren Störungen zu fliehen oder sich durch Bombardieren (Abstreifen der Brennhaare und Entgegenschleudern dieser in Richtung eines Fressfeinds) zu verteidigen. Darüber hinaus verfügt sie über eine für Vogelspinnen recht eigenartige weitere Verteidigungsstrategie.
Die Kolumbianischen Rotbein-Vogelspinne zeigt nämlich nicht die für diese Familie typische Drohgebärde, bei dem sich die Spinne im Falle einer Begegnung mit möglichen Prädatoren (Fressfeinden) aufrichtet und die Pedipalpen (umgewandelte Extremitäten im Kopfbereich) sowie das erste Beinpaar erhebt. Stattdessen ist das vierte Beinpaar mit Widerhaken versehen und ermöglicht der Spinne die Abwehr mit effektiven Tritten mit diesen Beinen. Dafür bewegt sie sich auf und ab und streckt die Beine dann ruckartig einem Angreifer entgegen.
Bei anhaltender Bedrohung dreht sich die Spinne im Kreis um den Prädator zu verwirren, was nicht zuletzt durch die Farbgebung ihrer Beine verstärkt wird. Außerdem dient diese Bewegung dazu, den Hinterbeinen eine höhere Schubkraft zu ermöglichen, sodass die Effektivität der Tritte gesteigert wird.

### Fortpflanzung und Lebenserwartung
Das Fortpflanzungsverhalten der Kolumbianischen Rotbein-Vogelspinne weicht nicht nennenswert von dem anderer Vogelspinnen ab und die Paarung als solche verläuft zumeist friedlich. Einige Zeit nach der Paarung fertigt das Weibchen einen Eikokon an, aus dem nach 51 Tagen mehrere hundert Jungtiere schlüpfen.
Die Jungtiere wachsen in einer für Vogelspinnen durchschnittlichen Dauer heran. Weibchen der Kolumbianischen Rotbein-Vogelspinnen können eine Lebensdauer von zirka 20, die Männchen eine geringere von ungefähr acht Jahren erreichen. Damit ist die Art vergleichsweise langlebig.

## Terraristik

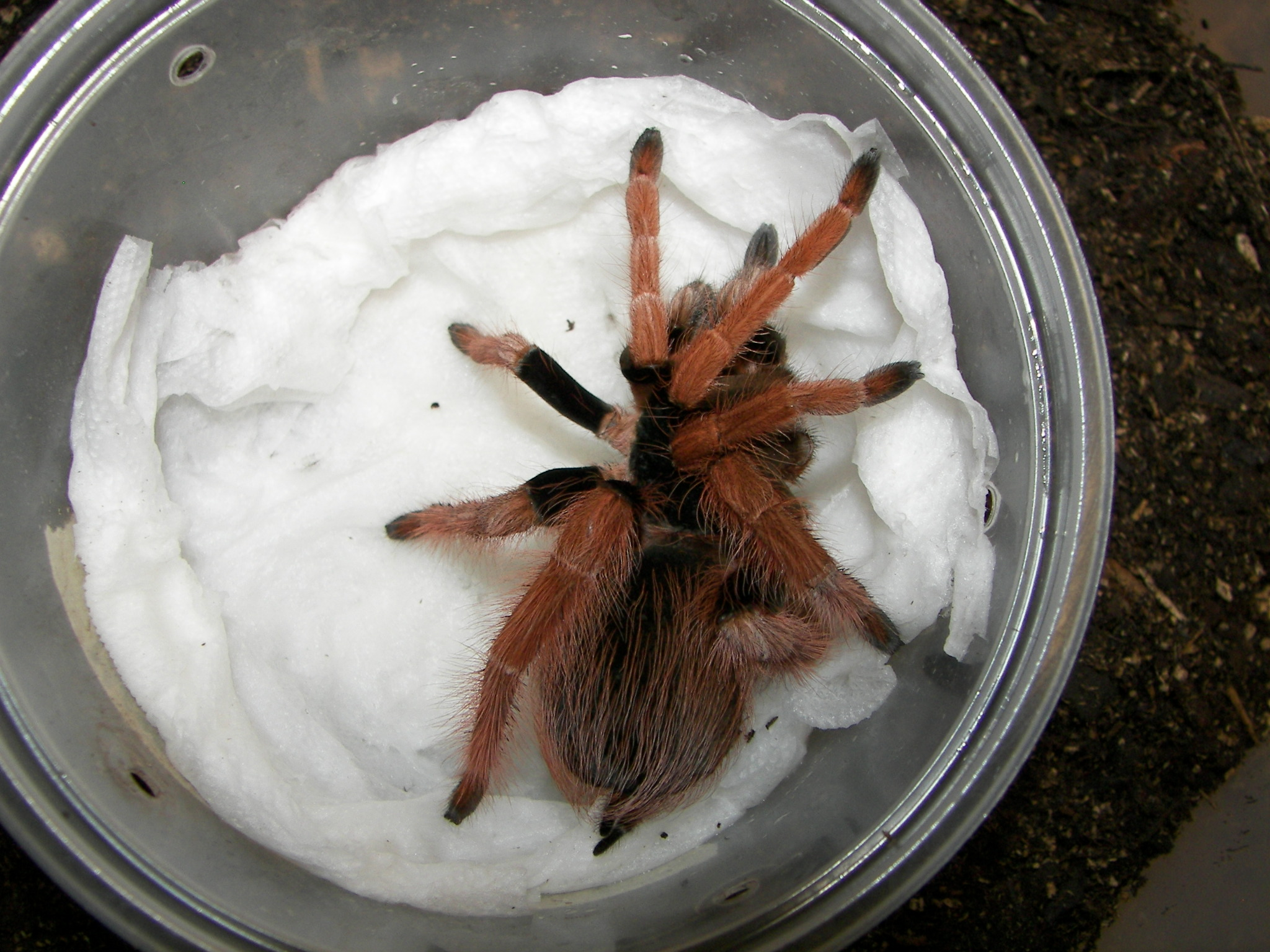
Für die Heimtierhaltung erworbenes Weibchen, stammend von einem Züchter

Die Kolumbianische Rotbein-Vogelspinne erfreut sich, bedingt durch ihr optisches Erscheinungsbild, einer großen Beliebtheit als Heimtier in der Terraristik. Die Simulation des Klimas einschließlich der Luftfeuchtigkeit ihres natürlichen Habitats ist für die erfolgreiche Haltung der Art unabdingbar. Auch sollte man sich vor dem Erwerb eines oder mehrerer Exemplare der Art ihrer scheuen Natur und ihrer Verteidigungsstrategien bewusst sein. Die Aufzucht der Jungtiere gestaltet sich als recht anspruchsvoll, weshalb die Kolumbianische Vogelspinne teilweise selten im Handel vorhanden ist.

## Systematik
Der Erstbeschreiber und österreichische Naturforscher sowie Arachnologe Anton Ausserer beschrieb die Kolumbianische Rotbein-Vogelspinne bei ihrer Erstbeschreibung 1875 als Lasiodora robusta. Der britische Arachnologe Reginald Innes Pocock bezeichnete die Art 1901 als Megaphobema robusta. Die heutige Bezeichnung Megaphobema robustum wurde 1996 vom uruguayischen Arachnologe Fernando Pérez-Miles eingeführt und wird seitdem durchgehend als wissenschaftliche Bezeichnung der Kolumbianischen Rotbein-Vogelspinne angewandt, die überdies die Typusart der Gattung Megaphobema ist.

## Galerie

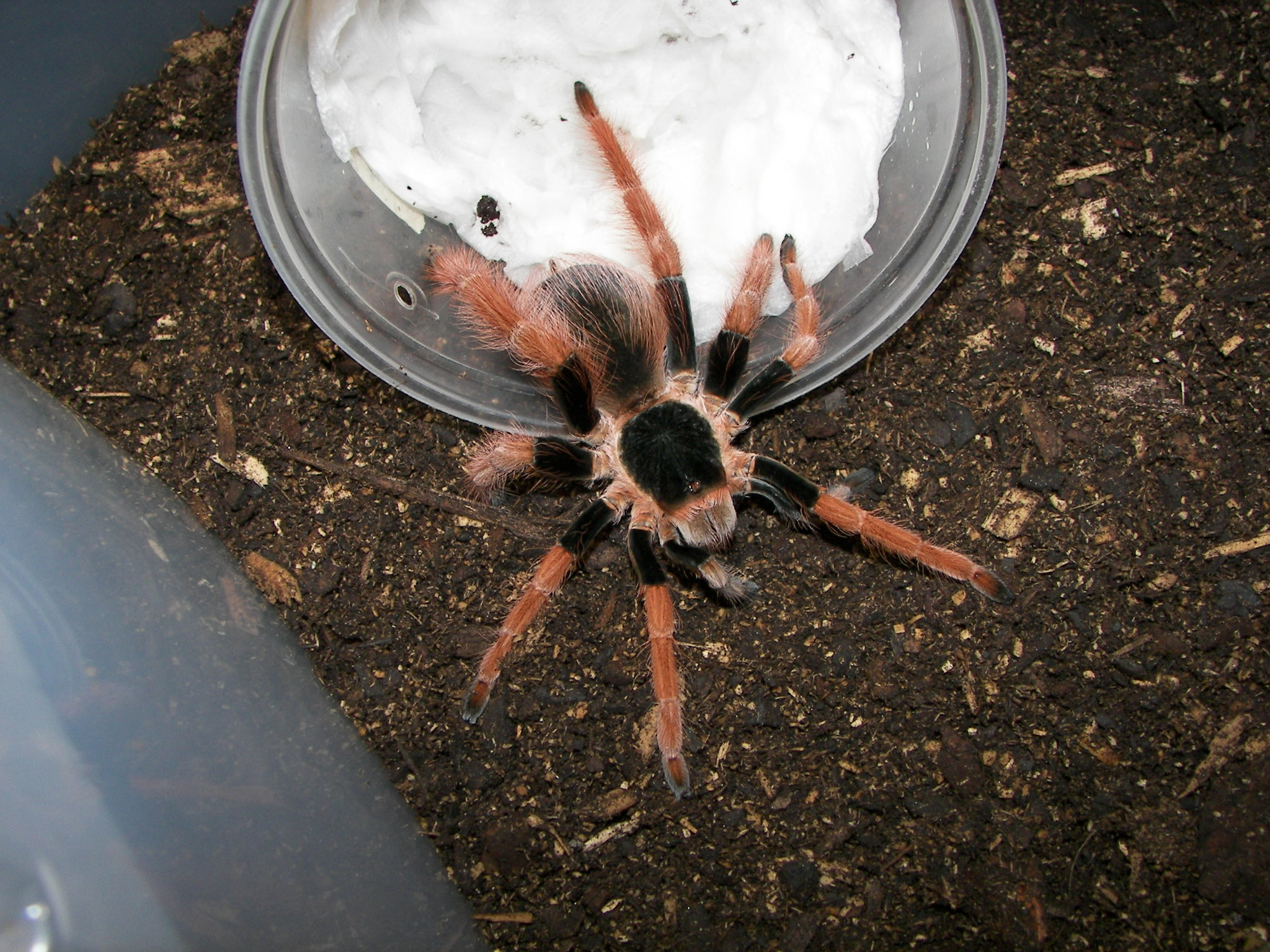
Dorsalansicht eines Weibchens
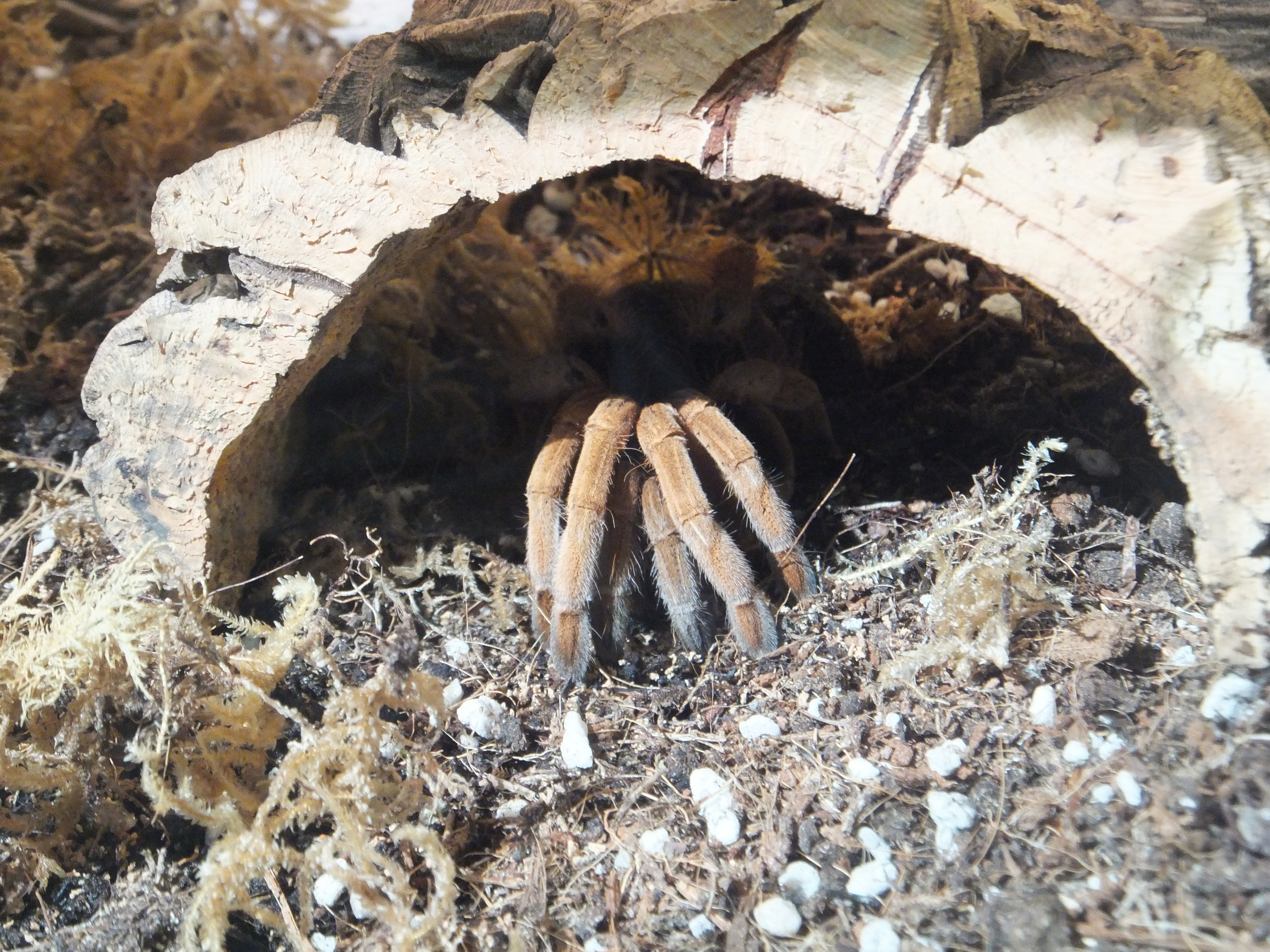
Frontalansicht eines teilweise verborgenes Weibchens
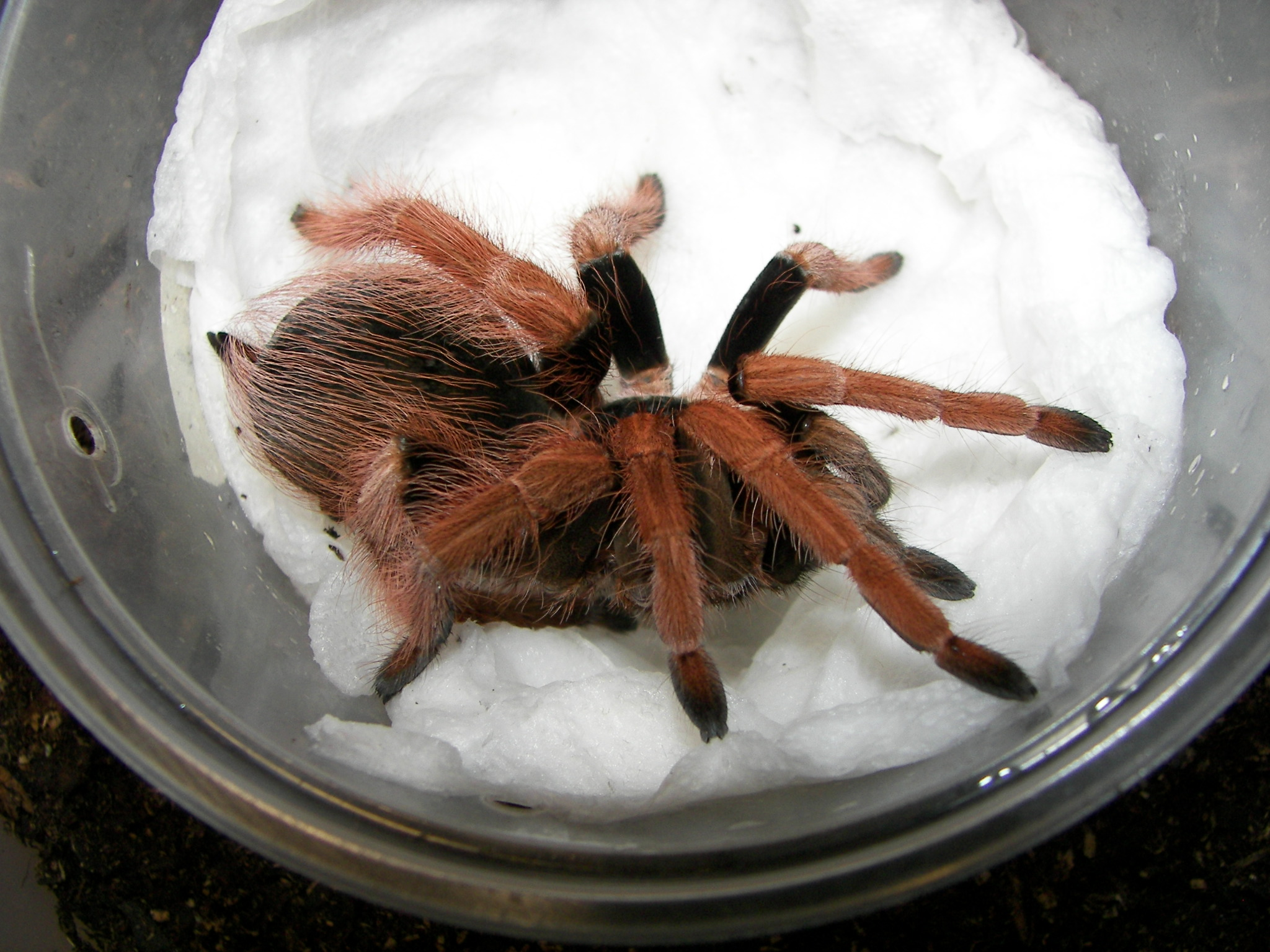
Lateralansicht eines Weibchens
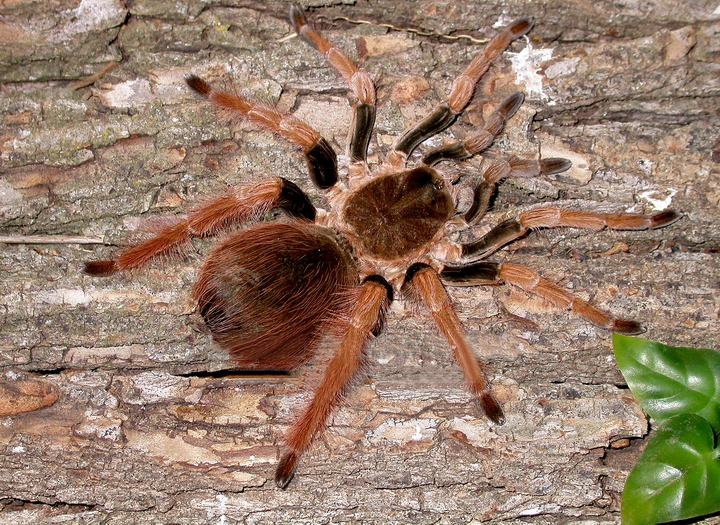
Rückansicht eines Weibchens